# 矢沢久吉
矢沢 久吉（やざわ ひさきち、生没年不詳）とは明治時代の東京の地本問屋。

## 来歴
明治20年代に東京府深川区万年町2丁目12番地において地本問屋を営業している。豊原国輝、蝸堂の錦絵を出版している。

## 作品
- 豊原国輝 「国会貴族議員銘鑑」 大判3枚続 明治23年（1890年）
- 豊原国輝 「帝国議会衆議院銘鑑」 大判3枚続 明治23年（1890年）
- 豊原国輝 「近世史略薩州屋敷焼撃之図」 大判3枚続 明治24年（1891年）
- 蝸堂 「大日本大勝利海洋嶌大海戦之図」 大判3枚続 明治27年（1894年）